# 15407 Udakiyoo
15407 Udakiyoo eller 1997 WM16 är en asteroid i huvudbältet som upptäcktes den 24 november 1997 av den japanska astronomen Yasukazu Ikari i Moriyama. Den är uppkallad efter amatörastronomen Kiyoo Uda.
Asteroiden har en diameter på ungefär 5 kilometer.